# Брусяна (Свердловская область)
Брусяна — деревня, входящая в муниципальное образование «Городской округ Сухой Лог» Свердловской области России.

## География
Деревня Брусяна муниципального образования «городского округа Сухой Лог» расположена в 7 километрах (по автотрассе в 8 километрах) к северу-западу от города Сухой Лог, на правом берегу реки Пышма и левом берегу правого притока.

## История
Деревня основана в XVII–XVIII веках. В XIX веке был развит гончарный промысел. Брусяна (урал.) означает брусника.

## Население
| 2002 | 2010 |
| ---- | ---- |
| 110  | ↗178 |